# لينوس اولسون
لينوس اولسون (بالسويدية: Linus R Olsson)‏ هو لاعب كرة قدم سويدي في مركز الهجوم، ولد في 11 نوفمبر 1991 في Marieholm, Eslöv ‏ في السويد. لعب مع Akademisk Boldklub ‏.

## وصلات خارجية
- لينوس اولسون على موقع اتحاد السويد (السويدية)
- لينوس اولسون على موقع قاعدة بيانات كرة القدم.إي يو (الإنجليزية)
- لينوس اولسون على موقع Soccerway.com (الإنجليزية)